# 王文淵
王文淵（1947年5月20日—），臺灣臺北人，台塑企業現任總裁，台塑集團前副董事長王永在長子、台塑集團創辦人王永慶姪子。

## 經歷
王文淵生於1947年5月20日，為王長庚的第一個孫子、王永在的長子。從小就被賦予接班大任，他被安排在英國及美國接受工作業務方面的訓練，也在美國休斯頓大學完成學業。王文淵回台灣後，被安排進入關係企業的台麗公司歷練，在他的努力經營下，讓當時虧損連連的台麗公司在半年後逐漸轉虧為盈；之後，轉戰台化公司，將原本以紡織業為主的台化公司成功轉型為塑膠石化業。2006年6月，王文淵正式接任台塑集團總裁要職。
2016美國大選之後其表示早已預知川普會當選。2020年《富比士》公布的台灣50大富豪，王文淵與王文潮合計資產為14.8億美元，排名第29 。
2017年，台塑企業的營業額達到新台幣2兆44億元，稅前利潤達到新台幣3,915億元，創歷史新高，員工也拿到了6個月的年終獎金，外加2.2萬元，再加上中秋和端午節合計一個月，這也是集團連續第3年發放6個月的年終獎金。
2018年，台塑企業受中美貿易戰影響，以及原油價格下跌等因素，較上一年有所下降，但是，營業額依然達到新台幣2兆4,000億元，稅前利潤新台幣3,694億元，員工依然拿到了5.83個月的年終獎金，外加1.5萬元。
王文淵把這歸功於台塑每位員工的努力，以及管理各方面推動了很多措施所累積的成果。尤其他多次公開強調上任後陸續推動三點不漏（不漏汽、不漏水、不漏油），之後再做節能減排、循環經濟以及工業4.0、AI和數位轉型，都必需由各部門主管親自帶頭去做。
2017年12月，中央研究院前後三次前來解釋辦AI學校的理由，最終，王文淵捐贈了3,000萬元新台幣給中央研究院來開辦AI學校。他稱這是台塑的未來，是利潤的來源，也是提升競爭力的一個手段。台塑每個公司都被要求拿一個不同的題目去上課，搞清楚如何把AI運用在生產、研發及檢測等方面。到2019年，四大公司加上總管理處總共97位同仁去讀AI學校，王文淵本人也聽了各單位不下10次報告。
2022年3月14日，王文淵因不滿秘書長蔡練生擅發303停電新聞稿，因此辭去全國工業總會理事長一職。

## 外部連結
- 台塑企業 （页面存档备份，存于）